# 커맨드 앤 컨커: 제너럴
커맨드 앤 컨커: 제너럴(Command and Conquer: Generals)은 2003년 일렉트로닉 아츠로부터 흡수되어 발매된 실시간 전략 게임이다. 제너럴에는 미국, 중국, 지구 해방군(GLA)이 등장하며 줄거리 상에 커맨드 앤 컨커: 타이베리안 시리즈의 줄거리와 일치되는 연결점이 없다. 확장팩은 커맨드 앤 컨커: 제너럴 제로아워이다.

## 미국(United States Armed Forces, USAF)
지구 해방군(Global Liberation Amry)의 생화학 테러에 의해 고립주의에서 벗어난 미국은 시급히 그들의 전통적인 수단을 채택하였다. 바로 무력에 대한 대응이다.
미국이 국제 분쟁에 개입하기 시작한 이래로 20여년의 시간이 흘렀지만, 일부 학자들은 아직 잠에서 깨어나지 못한 거인인 미국이 그들의 새로운 적, 지구 해방군과의 싸움에서 패배할지도 모른다는 우려를 갖고 있다. 그러나, 이미 주사위는 던져졌다.
미국은 다시 한번 세계를 지키기 위하여 지구 해방군을 상대하는 데 힘을 가다듬고 있다. 이러한 수호 활동에는 최신병기뿐만 아니라, 적에 맞서는 용기와 의지가 필요할 것이다.
특징: 첨단 무기와 공중전을 사용하는 진영. 그만큼 유닛들의 성능이 뛰어나고 가격도 비싼 편이지만 기본 공격력은 낮은 편이다.

## 중국(People Liberation Army, PLA)
중국은 과거의 완고하고 고립되어 있던 공산주의 국가에서 고속 열차처럼 날렵하고 MTV처럼 혼란하고 화려한 모습인 국가로 새롭게 바뀌었다.
비록 이들은 과거와 마찬가지로 전통적인 공산당 체계에 따른 일종의 정치국 제도를 운영하고 있지만, 이 조직을 지배하고 있는 엘리트들은 더 이상 제복을 입은 반백의 노인들이 아니다.
매우 뛰어난 능력과 애국심으로 가득 찬 디지털 세대의 지도자들에 의해 중국은 무한한 인구라는 잠재력을 바탕으로, 강대한 군사력을 갖춘 정치적, 경제적인 초강대국으로 성장했음에도, 아직 공산당 전술을 충실하게 계승하여 수행해 나가고 있다.
그러나 이렇듯 하나의 문화 속에 잠재하고 있는 다양한 특성들은 가장 최근에 등장한 새로운 적인 지구 해방군을 상대하는데 있어 상당한 단점으로 작용하고 있다.
특징: 기갑 부대의 특기인 육상전을 사용하는 진영. 유닛들의 속도가 다른 진영들보다 느리며 그만큼 내구성이 뛰어나다. 과학 기술과 기본 공격력은 미국과 지구해방군 사이에 해당되는 수준. 특히, 주변 건물에 지뢰를 매설하여 다가오는 적 유닛들을 막을 수 있다.

## 지구해방군(Global Liberation Army, GLA)
지구해방군은 엄밀히 말해서 국가라고는 할 수는 없지만, 지속적인 군사 도발을 이용해서 세계 평화를 와해시키려는 음모를 바탕으로, 수많은 하위 조직들이 매우 긴밀하게 이어진 군사 집단으로서 활약하고 있다.
이들의 목표는 중국이나 미국만이 아니라 수많은 나토의 국가들까지 총 망라되어 있다. 전통적인 테러 조직들과 마찬가지로 지구 해방군은 그들이 할 수 있는 모든 수단을 동원하여 항쟁을 벌이고 있다.
일반적으로 이들은 정부나 군사 시설을 중심으로 공격을 가하지만, 무고한 시민들이나 공공시설들이 파괴되는 것을 개의치 않는다. 심지어 이들은 댐을 날려버리거나, 공공장소에서 생화학 테러를 저지르는 일조차 서슴없이 행한다.
더욱이 이들은 철저하게 유격전을 펼치기 때문에, 그들을 확인하는 일은 그다지 쉬운 일이 아니다.
특징: 저렴한 가격의 병력, 은폐, 민첩함이 기본인 유격전을 사용하는 진영. 유닛들의 속도가 다른 진영들보다 빠르고 기본 공격력도 높은 편이나 그만큼 내구성이 낮고 과학 기술도 떨어지는 편이다. 게다가 다른 진영들이 건설 유닛, 자원 채집 유닛, 발전소를 따로 가지고 있는 것에 비해서 이쪽은 다른 실시간 전략 게임의 일꾼에 해당하는 유닛이 건설과 자원 채집 역할을 동시에 담당하며 건물들이 발전소 없이도 작동된다. 게다가 건물이 파괴되면 땅굴이 생성되어 다시 지어진다. 하지만 공사 차량이 아닌 인부가 건물을 짓기 때문에 건설 시간이 다른 진영들보다 길다.

## 중국서 발매 금지
중국 미션에서 중국 공산당이 GLA에 의해 전복되고 베이징이 초토화된다는 설정과 싼샤 댐과 홍콩컨벤션센터 파괴 미션 때문에 금지되었다.

## 독일 지역화
2003년 초기, 독일에서는 검열이 된 뒤에 출시되었다. 미국과 지구해방군의 전쟁이 이라크 전쟁을 연상시키고 민간인을 죽이는 장면 때문에 또 청소년 보호를 목적으로 하여 BPjM에서 검열이 된 뒤에 출시하게 되었다.
- 모든 유닛, 모든 첼린지 장군들이 사이보그로 변경됨
- 실제 국가명, 실제 지명이 모두 가상의 이름으로 대체
- GLA의 테러리스트가 자폭 로봇으로 대체됨

## 평가
| 평가                                          |        |
| --------------------------------------------- | ------ |
| 통합 점수 통합사 점수 메타크리틱 84/100 [ 1 ] |        |
| 통합 점수                                     |        |
| 통합사                                        | 점수   |
| 메타크리틱                                    | 84/100 |